# Indiai törpeviador
Az indiai törpeviador egy tyúkfajta.
A fajta izmos, nagyon erős, nagy csontú és fényes gazdag tollazatú. A lába sárga. A taraja háromsoros. A viadorok rendkívül robusztusak és kivételesen gyorsan nőnek, de nagyon érzékenyek a kártevők minden fajtájára. A tojástermelése évi 90 db világosbarna, legalább 30 g-os tojás. Könnyen elkotlanak, és kikeltik tojásaikat, bár kis termetükhöz képest nagy súlyuk miatt előfordul, hogy eltörik a tojás. Kelésük kb. 60–70%-os arányú.
Színe: fácánbarna, kék-fácánbarna, fehér-fácánbarna, fehér.

## Tulajdonságok
| Általános tulajdonságok       | Általános tulajdonságok       |
| ----------------------------- | ----------------------------- |
| Éves tojáshozama              | 90 db                         |
| Gyűrűméretek                  | A kakas 18 mm, a tyúk 15 mm.  |
| Tojáshéj színe                | világosbarna                  |
| Keltető tojás minimális súlya | 30 g                          |
| Súlyok                        | A kakas 1600 g, a tyúk 1300 g |

## Kapcsolódó szócikk
- Indiai viador